# Silveira Peixoto
José Benedicto Silveira Peixoto foi um acadêmico, advogado, escritor, jornalista, professor brasileiro. Veterano das Revoluções  de 1930 e 1932,que ocupou a Cadeira número 1 da Academia Paulista de Letras de 1990 a 2006.

## Biografia
Nasceu aos 14 de março de 1909, em São Paulo, Capital, filho do Professor Pio Telles Peixoto e de Maria da Paixão Silveira Peixoto (op. cit. 1).
Exerceu o jornalismo desde os 16 anos,  sua verdadeira vocação, durante toda a vida, trabalhando em vários periódicos brasileiros, entre os quais o prestigiadíssimo jornal de Casper Líbero, A Gazeta, ao qual dedicou a maior parte de suas atividades, além do O Estado de S. Paulo, A Razão, Correio da Manhã , Diário Nacional, Folhas, Vamos Ler, e o polonês “Polonia”, de Varsóvia (op. cit. 1).
Traduziu, para o português, diversas obras de William Faulkner, como os romances psicológicos e simbólicos "Santuário" (1931), "Luz de agosto" (1932) e" Absalão, Absalão" (1936), todos eles de linguajar difícil, uma vez que o autor usava termos e expressões do sul dos Estados Unidos (op. cit 3).
Durante a ditadura de Getúlio Vargas, Silveira Peixoto, ao lado de Raimundo Pascoal Barbosa, protestou contra o regime. Ambos foram presos, mas, depois, foi-lhes concedida a liberdade.
Silveira Peixoto participou da Revolução de 1930, na Brigada Ataliba Leonel e também da Revolução Constitucionalista de 1932.
Exerceu vários cargos de diretoria na Sociedade Veteranos de 32 (MMDC). Exerceu, também, a advocacia, demonstrando ser grande conhecedor das leis e, no crime, exímio lutador, quando se defrontava com a Promotoria.
Musicólogo, técnico em cooperativismo, teatrólogo e ator, em todas essas áreas mostrou grande aptidão.
Redigiu, certa vez, uma peça radiofônica, de divulgação do cooperativismo, ao registrar a experiência associativa britânica em Rochdale, tema que, em outras mãos, seria enfadonho, mas, participando, em pessoa, do elenco, ouviu, mais tarde, deslumbrado, a sua obra ser transmitida para todo o planeta, em inglês, por radiodifusão da emissora  BBC de Londres.
Na área musical, escreveu vários textos e fez conferências, em todo o país, participando de rumorosa polêmica, da qual resultou o livrinho "Rapsódia de escândalos".
Ao viajar para Piracicaba, visitou a Escola que ostentava o nome de Prudente de Moraes e soube, pelo diretor, que se estava nas vésperas do centenário de nascimento daquele Presidente. Isso o motivou a redigir a biografia de Prudente de Moraes, à altura de sua expressão histórica. O livro tem por título “A tormenta que Prudente de Moraes venceu”, com cerca de 400 páginas, obra de grande repercussão, que não pode ser dispensada em estudos sobre o Brasil, principalmente se o assunto for a época da consolidação da República.
Foi professor de Jornalismo e Diretor da Faculdade de Jornalismo Cásper Líbero e Emérito de Direito, na Faculdade de Direito de São Bernardo do Campo (op. cit.2).
Em 1990 foi eleito para a Academia Paulista de Letras, com assento na cadeira número 1, na qual foi substituído por José Cretella Júnior (op. cit. 3).
Faleceu em 2006 e foi cremado.

## Amizades
Foi amigo de  Benjamin Eurico Cruz, Cásper Líbero, José Cretella Júnior,  Luiz Silveira , de quem era sobrinho, Monteiro Lobato, e Paulo Bonfim(op. cit. 2).  O terceiro o substituiu na Academia Paulista de Letras e o homenageou no seu discurso de posse (Op.cit 3).
Casou-se a primeira vez com Odette Peixoto, com quem teve um filho, José Mauro,  e,  em segundas núpcias,  com Helena Peixoto,  com quem dois filhos,Paulo Alexandre e Vera Lúcia.  Deixou  netos e  bisneta.

## Honras
Exerceu vários cargos de diretoria na Sociedade Veteranos de 32 (MMDC). Possuía diversas medalhas, troféus, diplomas, títulos honoríficos e, entre outros, o Colar e a Grã-Cruz da Ordem do Ipiranga.
Cidadão Emérito Paulistano, foi Procurador da Prefeitura do Município de  São Paulo e, durante três décadas, consultor jurídico do Instituto Mauá de Tecnologia,e dos Conselhos Curador e Consultivo da Fundação Cásper Líbero.
Pertenceu ao tradicional Instituto Histórico e Geográfico São Paulo, além de ter participado da Academia Cristã de Letras.

## Obras
“A TORMENTA QUE PRUDENTE DE MORAES VENCEU’’,  1A. E 2A.  ed. “Editora Guaira” ,Curitiba, 1942, esgotadas; 3a. ed . Editora UnB, Brasília.
“AS ASSEMBLÉIAS GERAIS DAS COOPERTIVAS E O DIREITO BRASILEIRO:ed. Departamento de Assistência ao Cooperativismo,  São Paulo-1940, E~d. da União Panamericana, 1942, (TRADUZIDA PARA O ESPANHOL E INGLÊS) -esgotada.
“FALAM OS ESCRITORES’’, I VOL. 1A. ed. “Edições Cultura Brasileira“ , São Paulo, 1940; 2a. ed . Cons. Estadual de Cultura, São Paulo, 1971- esgotadas.
“FALAM OS ESCRITORES’’, II VOL. 1A. ed. “Edições Cultura Brasileira“, São Paulo, 1940; 2a. ed . Cons. Estadual de Cultura, São Paulo, 1971- esgotadas.
“FALAM OS ESCRITORES’’, III VOL. 1A. ed . Cons. Estadual de Cultura, esgotada,São Paulo,1976.
“MEUS IRMÃOS HOMENS LIVRES”, (concitação pela Democracia, durante a Ditadura Vargas - discurso de posse no Instituto Geográfico de São Paulo),  Ed. do Autor,  (esgotada) São Paulo-1942.
“O MAUÁ EM HISTÓRIA: SAGA DE UMA INSTITUIÇÃO”, Instituto Mauá de Tecnologia, São Paulo-1986.
“OS PIONEIROS DE ROCHDALE - (Rádio-drama sobre a Cooperativa dos Probos Pioneiros de Rochdale, a primeira do mundo, no centenário de sua fundação em 1/12/1944, irradiado, no Brasil, por diversas vezes, em em todo o Mundo, via BBC de Londres)”:ed. Departamento de Assistência ao Cooperativismo,  São Paulo-1944 e 1946 -esgotadas.